# Bagisara dispartita
Bagisara dispartita är en fjärilsart som beskrevs av Walker 1857. Bagisara dispartita ingår i släktet Bagisara och familjen nattflyn. Inga underarter finns listade i Catalogue of Life.